# Associazione Calcio Carpi 1932-1933
Questa pagina raccoglie le informazioni riguardanti l'Associazione Calcio Carpi nelle competizioni ufficiali della stagione 1932-1933.

## Stagione
Nella stagione 1932-1933 il Carpi ha disputato il girone E del campionato di Prima Divisione, con 26 punti in classifica si è piazzato in sesta posizione, il torneo è stato vinto dalla Spal di Ferrara con 34 punti ed è stata ammessa alle finali che promuoveranno in Serie B il Perugia, il Foggia ed il Viareggio.

## Rosa
| N. |                   | Ruolo | Calciatore       |
| -- | ----------------- | ----- | ---------------- |
|    | Italia (bandiera) | P     | Mario Angiolini  |
|    | Italia (bandiera) | C     | Erio Baccarini   |
|    | Italia (bandiera) | D     | Nardino Barbieri |
|    | Italia (bandiera) | P     | Tonino Bruschi   |
|    | Italia (bandiera) | A     | Zelindo Caliumi  |
|    | Italia (bandiera) | D     | Cesare Cambi     |
|    | Italia (bandiera) | A     | Guido Corbelli   |
|    | Italia (bandiera) | C     | Astro Galli      |
|    | Italia (bandiera) | D     | Athos Garuti     |

| N. |                   | Ruolo | Calciatore         |
| -- | ----------------- | ----- | ------------------ |
|    | Italia (bandiera) | D     | Walter Guandalini  |
|    | Italia (bandiera) | A     | Umberto Lugli      |
|    | Italia (bandiera) | D     | Erio Lugli         |
|    | Italia (bandiera) | D     | Fernando Nicolini  |
|    | Italia (bandiera) | C     | Alfonsino Pagliani |
|    | Italia (bandiera) | C     | Enzo Silingardi    |
|    | Italia (bandiera) | A     | Goffredo Sgarbi    |
|    | Italia (bandiera) | C     | Leonio Tirelli     |
|    | Italia (bandiera) | A     | Aroldo Vaccari     |